# Glenwood, Alberta
Glenwood är en ort i Kanada.   Den ligger i provinsen Alberta, i den södra delen av landet, 2 900 km väster om huvudstaden Ottawa. Glenwood ligger 1 109 meter över havet och antalet invånare är 287.
Terrängen runt Glenwood är platt. Runt Glenwood är det mycket glesbefolkat, med 2 invånare per kvadratkilometer.. Glenwood är det största samhället i trakten.
Trakten runt Glenwood består till största delen av jordbruksmark.